# Un giorno la troverai Charlie Brown
Un giorno la troverai Charlie Brown (Someday You'll Find Her, Charlie Brown) è uno speciale televisivo d'animazione del 1981 diretto da Phil Roman. È il ventiduesimo speciale basato sui Peanuts di Charles M. Schulz. 
Il film è stato trasmesso negli Stati Uniti su CBS il 30 ottobre 1981 e ha ricevuto una nomination per un Premio Emmy.

## Trama
Charlie Brown si innamora di una bambina che ha visto tra il pubblico di una partita di football in televisione, e inizia a cercarla con l'aiuto di Linus.

## Distribuzione

### Edizione italiana
Lo speciale è stato trasmesso in Italia nel 1982 su Canale 5. È stato trasmesso con un altro doppiaggio da Junior TV, come episodio della serie The Charlie Brown and Snoopy Show. Nel 2023, è stato ridoppiato per la seconda volta per la distribuzione in streaming su Apple TV+, all'interno della serie I classici Peanuts.

### Doppiaggio
| Personaggio    | Doppiatore originale | Doppiatore italiano (1982) | Doppiatore italiano (anni 90) | Doppiatore italiano (2023) |
| -------------- | -------------------- | -------------------------- | ----------------------------- | -------------------------- |
| Charlie Brown  | Grant Wehr           | Daniela Fava               | Martino Consoli               | Arturo Sorino              |
| Snoopy         | Bill Melendez        | Bill Melendez              | Bill Melendez                 | Bill Melendez              |
| Woodstock      | Bill Melendez        | Bill Melendez              | Bill Melendez                 | Bill Melendez              |
| Linus Van Pelt | Earl Reilly          | Lisa Mazzotti              | Renata Bertolas               | Alberto Pilara             |
| Prima ragazza  | Nicole Eggert        |                            |                               |                            |
| Mary Jo        | Jennifer Gaffin      |                            |                               |                            |
| Adolescente    | Melissa Strawmeyer   |                            |                               |                            |

### Edizioni home video
Il film è stato distribuito in VHS dalla Multivision nel 1986 con il primo doppiaggio. Successivamente, è stato distribuito con il secondo doppiaggio da Hobby & Work in VHS e DVD, con il titolo Un giorno o l'altro la troverai, Charlie Brown.

## Riconoscimenti
1982 – Primetime Emmy Awards
- Nomination Outstanding Animated Program a Lee Mendelson e Bill Melendez
- Nomination Outstanding Individual Achievement - Animated Programming a Phil Roman